# شاکتی‌پرستی
شاکتی‌پرستی یا شاکتام (به سانسکریت: Śāktaṃ؛ शाक्तं)، به معنای نظریهٔ قدرت یا نظریهٔ خدایی، فرقه‌ای از هندوئیسم است که بر عبادت شاکتی یا دوی - مادر الهی هندوها - به عنوان پروردگار مطلق و غایت الوهیت، تمرکز دارد. این آیین ، همراه با شیواپرستی و ویشنوپرستی، یکی از سه شاخه اصلی دین هندوئیسم به شمار می‌آید.
در آموزه‌های شاکتی‌پرستی به دِوی (به معنای الهه) به عنوان عالی‌ترین برهمن خویش، یا یکی که دومی ندارد، نگریسته می‌شود. تمامی اشکال دیگر الوهیت زنانه یا مردانه صرفاً مظاهر وجودی گوناگون او در نظر گرفته می‌شود. در جزئیات مربوط به فلسفه و اعمال، شاکتی‌پرستی به شیواپرستی شباهت دارد. با این حال، شاکتاس (به سانسکریت: Śākta، शाक्त)، که همان پزشکان شاکتی‌پرست هستند، بیشترین تمرکز تمامی نیایش‌های خویش را بر شاکتی، به عنوان جنبه‌ای زنانه و پویا از اوج اعلای الوهیت قرار داده‌اند. شیوا، جنبهٔ مردانهٔ الوهیت است و صرفاً متعالی در نظر گرفته می‌شود و عبادت او معمولاً نقش کمکی دارد.
ریشه‌های عمیق شاکتی‌پرستی در دوران پیش از تاریخ هند نفوذ دارد. از نمودهای ایزدبانوان نخستین شناخته شده در هندوستان [از جمله شاکتی] که به نظر وابسته به دوره دوم عصر حجر قدیم یا کهنه سنگی می‌آیند و قدمتی بالغ بر ۲۲،۰۰۰ سال دارند، چنین برمیاید که نحوهٔ پرستش این الهه گان از طریق پالایش آیینی، در دوران تمدن دره سند دستخوش تغییراتی شده، و تحت‌الشعاع تغییرات جزئی در طول دوره ودایی (دوره ودایی) قرار گرفته‌است. این الهگان [بخصوص شاکتی]، در ظاهر شدنهای بعدی خود و به محاذات گسترش سنت‌ها در زبان سانسکریت کلاسیک، ماهیت کنونی خود را پیدا کرده‌اند، تا بدانجا که از جهات بسیار، این گونه در نظر گرفته شده که: «تاریخ و سابقهٔ سنت‌های آیین هندو، اساساً می‌تواند به عنوان نوعی دوباره پدیدار شدن روح زنانگی در نظر گرفته شود.»
شاکتی‌پرستی، در طول تاریخ وجود خویش، الهام‌بخش شماری از بزرگترین و برجسته‌ترین آثار ادبیات سانسکریت و فلسفه هندو بوده‌است، و این الهام بخشی و تأثیرگذاری، تا به امروز همچنان شدت خویش را حفظ کرده و در تداوم نفوذ و محبوبیت آیین هندو ایفای نقش نموده‌است. شاکتی‌پرستی در سرتاسر شبه قاره هند و فراتر از آن، در اشکال بیشماری مورد توجه و تمرین قرار گرفته‌است. از جمله هر دو گروه مکاتب تانتری و غیر تانتری، به نوعی از آن تاثیر پذیرفته‌اند. این دو هریک جزو بزرگترین و قابل توجه‌ترین مدارس سریکولا (عنوان ادبی مربوط به خاندان سری)، که در جنوب هند، پرقدرتترین محسوب می‌شود و نیز کالیکولا (خاندان کالی)، که در شمال و شرق هند، غلبه دارد، می‌باشند.